# ローナ・アデア
ローナ・K・アデア（Rhona K. Adair、1881年9月4日 – 1961年3月27日）はアイルランド人アマチュアゴルファー。20世紀初頭に全英女子アマチュア選手権に2度、アイリッシュ女子アマチュアクローズ選手権で4度優勝した。 

## 生涯
アイルランドティロン県のクックスタウンに生まれた。父ヒュー・アデアと母オーガスタはともに熱心なゴルファーだった。父ヒューは麻布の製造業を営んでいたが、彼と母親のどちらもがゴルフチームのキャプテンを務めていた。 
メイ・ヘズレットと並んで、アデアは20世紀最初期における最も著名なアイルランド人ゴルファーだった。1895年に初めて全英女子アマチュア選手権（全英女子アマ）でプレーしたときはまだ17歳だった。 1899年、セントアンドリュースリンクスを設計した77歳の「オールドトムモリス」と勝負してほとんど勝つところまでいった。モリスは「小娘になめられてたまるか」と言ったと伝えられるが、最終ホールのグリーンでようやく勝つことができた。アデアは、1900年と1903年に全英女子アマチュアで勝利した。また、1900年から1903年までの4回のアイリッシュ女子アマチュアクローズ選手権に連続優勝した。 
1903年にはアメリカのツアーに併設されたエキジビションマッチを何度かプレーした。アメリカ滞在中に、全米女子アマチュア選手権に2度優勝したことのあるジュヌビエーブ・ヘッカーと親しくなった。ヘッカーは、自らが執筆中の「女性のゴルフ (Golf of Women)」という著書に英国のゴルフに関する章を設けるので寄稿して欲しいと依頼した。1904年に出版されたこの本は女性ゴルファー向けに書かれた初めてのものとなった。フィラデルフィアのメリオンで行われたトーナメントで、当時アメリカで最強と言われたマーガレット・カーチスを破ったが、このことを取り上げたイラストレーテッドスポーティングニュース誌をして「世界最強の女性ゴルファー」と言わしめた。 
1907年、ウェストヨークシャー出身の陸軍大尉であるアルジャーノン・カッテルと結婚し、2人の子供の育児のため競技ゴルフから引退してオルダーショットに引っ込んだ。カッテルは第一次世界大戦中にダーダネルスで戦死した。夫の死後アイルランドに戻り女子ゴルフをサポートする活動に取り組み、アイルランド女子ゴルフ協会 (Irish Ladies Golf Union) の会長となった。1961年にアントリム県のポートラッシュで死んだ時も、まだ現役の会長職にあった。